# Disconnected (Keane)
Disconnected è un singolo del gruppo musicale britannico Keane, pubblicato il 16 aprile 2012 come secondo estratto dal quarto album in studio Strangeland.
Il singolo è stato originariamente pubblicato soltanto in Germania, Austria e Svizzera, per poi essere distribuito a livello internazionale a partire dal 10 ottobre dello stesso anno.

## Descrizione
Terza traccia di Strangeland, Disconnected è uno dei primi brani composti per l'album ed è stata eseguita per la prima volta nel 2010, nel corso del tour in supporto all'EP Night Train.
Il singolo è stato annunciato dal gruppo come il terzo singolo estratto dall'album nel mese di agosto 2012 e contiene una versione editata del brano e una versione dal vivo di Sea Fog eseguita a Città del Messico il 30 agosto 2012.

## Video musicale
Un'anteprima del video è stata mostrata in anteprima attraverso il sito ufficiale del gruppo, mentre il video intero è stato pubblicato il 16 aprile.
Il video, co-diretto da Juan Antonio Bayona e Sergio G. Sánchez, rende omaggio al cinema horror italiano degli anni settanta e ottanta. Ambientato in una casa infestata di Barcellona, il plot del video è incentrato sulla storia di due amanti, interpretati da Leticia Dolera e Félix Gómez.
Il videoclip inoltre vinse i Q Awards nella categoria "Miglior Video".

## Tracce
Download digitale (Austria, Germania e Svizzera), CD promozionale (Regno Unito)
1. Disconnected – 3:57

Download digitale
1. Disconnected (Radio Edit) – 3:30
2. Sea Fog (Live from Mexico City, 30th August 2012) – 3:39

7" (Regno Unito) – Sovereign Light Café/Disconnected (Dave Fridmann Session)
- Lato A

1. Sovereign Light Café (Dave Fridmann Session) – 3:32

- Lato B

1. Disconnected (Dave Fridmann Session) – 4:16

## Formazione
Hanno partecipato alle registrazioni, secondo le note di copertina di Strangeland:
Gruppo
- Tom Chaplin – voce, chitarra
- Tim Rice-Oxley – tastiera, chitarra, percussioni, cori
- Jesse Quin – basso, chitarra, cori
- Richard Hughes – batteria, percussioni, cori

Produzione
- Dan Grech-Marguerat – produzione, ingegneria del suono, missaggio
- Keane – produzione
- Tom Hough – ingegneria del suono
- Duncan Fuller – assistenza al missaggio
- Bob Ludwig – mastering

## Date di pubblicazione
| Paese    | Data            | Formati           |
| -------- | --------------- | ----------------- |
| Austria  | 16 aprile 2012  | Download digitale |
| Germania | 16 aprile 2012  | Download digitale |
| Svizzera | 16 aprile 2012  | Download digitale |
| Mondo    | 10 ottobre 2012 | Download digitale |